# Moñai

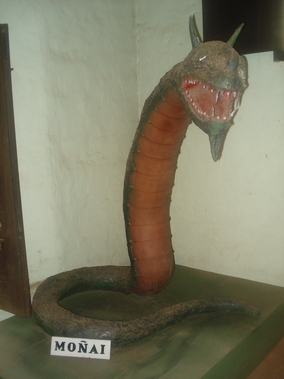
Moñái.

Moñai é o terceiro filho de Tau e Kerena e um dos sete monstros lendários, da mitologia guarani.
Moñai possui dois chifres retos que funcionam como antena.
Seus domínios são os campos abertos. Ele pode escalar árvores com facilidade e deslizar para baixo para caçar os pássaros a quem ele se alimenta e domina com o poder hipnótico de suas antenas. Devido a isso ele é chamado o senhor do ar.
Moñai gosta de roubar e esconder o produto de seus crimes em uma caverna. Suas incursões contínuas roubando e nas aldeias provocou grande discórdia entre o povo como todos eles acusam-se mutuamente para a roubos e misterioso "desaparecimento" dos seus pertences.
Os habitantes da cidade se juntaram para pôr fim às ações Moñai e de seus irmãos. A bela Porâsý ofereceu-se para realizar esta missão. Ela convenceu Moñai que estava apaixonada por ele, e que antes de se  celebrar o casamento ela queria conhecer os irmãos dele.
Moñai a deixou sob os cuidados de Teju Jagua e saiu para buscar o resto de seus irmãos: Mboi Tu'i, Jaci Jaterê, Kurupi, Luison e Ao Ao. Quando ele finalmente trouxe todos eles, começaram os rituais de casamento. Os irmãos estavam completamente embriagados. Foi nesse momento que Porâsý tentou fugir da caverna, que era fechada por uma pedra enorme.
Moñai a impediu de sair e a jogou de volta para a caverna. Porâsý gritou para alarmar as pessoas que estavam esperando lá fora. Sabendo que não conseguiria sair, ela ordenou que as pessoas queimassem a caverna, mesmo com ela dentro.
Em troca do sacrifício de Porâsý, os deuses elevaram sua alma e a transformaram em um pequeno, mas  intenso, ponto de luz: a Estrela d'Alva. Desde então, os deuses destinaram o espírito de Porâsý a acender a luz da aurora.